# Позбавлення задоволень
Позбавлення задоволень (англ. grounding) – це загальна дисциплінарна техніка, що застосовується в Західному світі, особливо в англосфері США та Канади, а також в інших країнах, що тісно пов'язані з американськими засобами масової інформації, яка обмежує дітей або підлітків вдома у виході на вулицю або заняттях улюбленими справами, за винятком будь-яких зобов'язань (школа, візити до лікаря тощо). Більше того, будь-яке позитивне підкріплення та інші привілеї часто скасовуються.
Позбавлення задоволень використовується як альтернатива тілесним покаранням, наприклад, лясканню, для управління поведінкою вдома. Згідно з оглядом результатів поведінки дітей 2000 року, «позбавлення задоволень було використано як більш ефективну дисциплінарну альтернативу, ніж ляскання, для підлітків з проблемною поведінкою». Позбавлення задоволень може мати зворотний ефект, якщо тип і тривалість обмежень непропорційно суворі для поведінки, яку потрібно виправити, або якщо обмеження занадто важко підтримувати для батьків через опір.